# Liste der Gemeindeverbände im Département Haute-Garonne
Das Département Haute-Garonne liegt in der Region Okzitanien in Frankreich. Es untergliedert sich in 19 Gemeindeverbände.
Siehe auch: Liste der Gemeinden im Département Haute-Garonne

## Gemeindeverbände

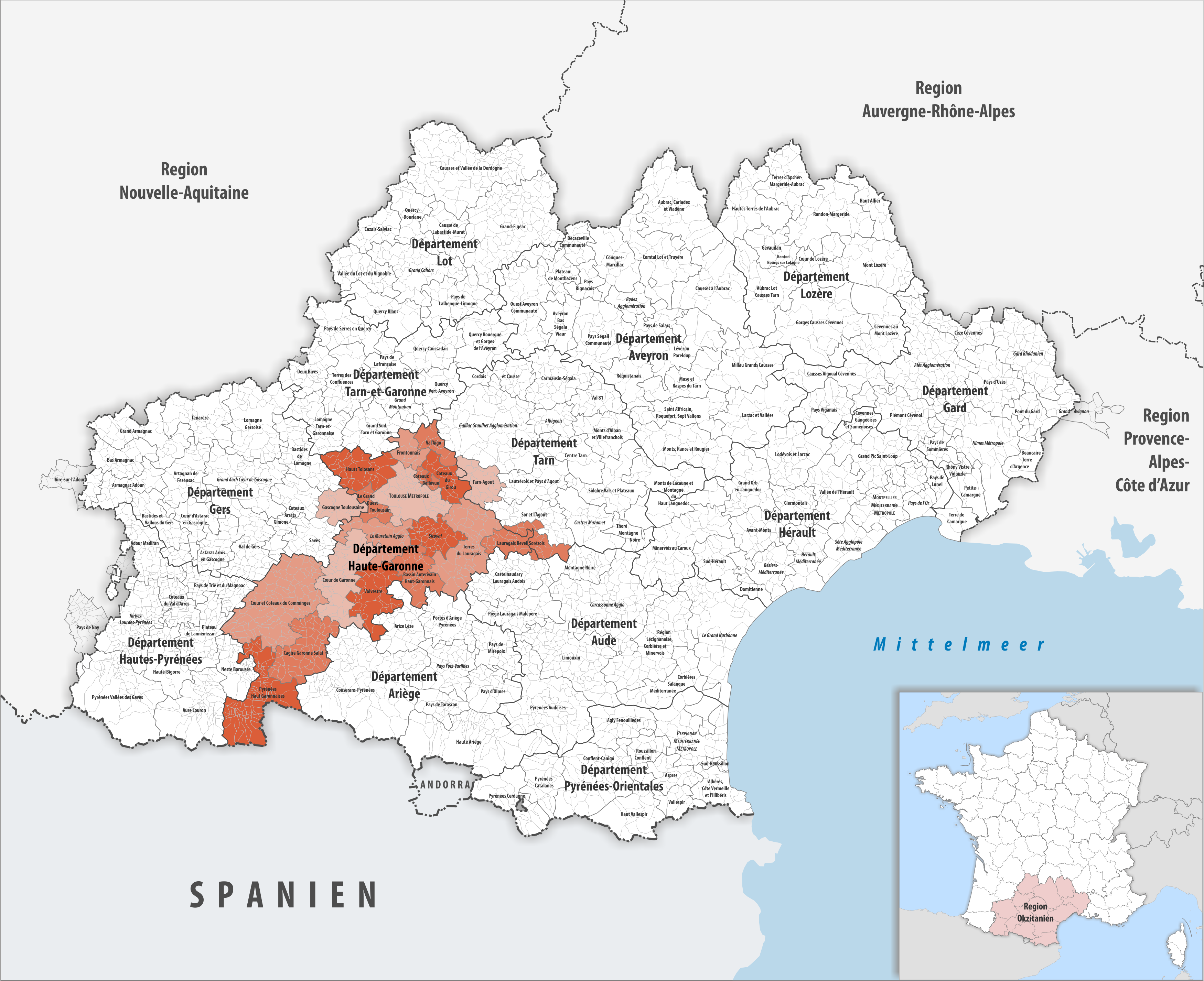
Gemeindeverbände im Département Haute-Garonne

| Gemeindeverband                  | Gemeinden im Départ./Verband | Einwohner 1. Januar 2022 | Fläche km² | Dichte Einw./km² | SIREN- Nummer | Rechtsform                 | Gründungsdatum     |
| -------------------------------- | ---------------------------- | ------------------------ | ---------- | ---------------- | ------------- | -------------------------- | ------------------ |
| Aux sources du Canal du Midi     | 13/28                        | 21.764                   | 351,74     | 62               | 243 100 567   | Communauté de communes     | 30. September 1994 |
| Bassin Auterivain Haut-Garonnais | 19/19                        | 34.207                   | 312,42     | 109              | 200 068 807   | Communauté de communes     | 24. November 2016  |
| Cagire Garonne Salat             | 55/55                        | 17.807                   | 516,66     | 34               | 200 073 146   | Communauté de communes     | 27. Dezember 2016  |
| Cœur de Garonne                  | 48/48                        | 35.091                   | 570,22     | 62               | 200 068 815   | Communauté de communes     | 24. November 2016  |
| Cœur et Coteaux du Comminges     | 104/104                      | 44.243                   | 985,51     | 45               | 200 072 643   | Communauté de communes     | 16. Dezember 2016  |
| Coteaux Bellevue                 | 7/7                          | 21.371                   | 47,71      | 448              | 243 100 815   | Communauté de communes     | 21. November 2000  |
| Coteaux du Girou                 | 18/18                        | 23.257                   | 209,22     | 111              | 243 100 732   | Communauté de communes     | 22. Dezember 1998  |
| Frontonnais                      | 10/10                        | 28.757                   | 160,88     | 179              | 200 034 957   | Communauté de communes     | 27. November 2012  |
| Gascogne Toulousaine             | 1/14                         | 17.060                   | 215,63     | 79               | 200 023 620   | Communauté de communes     | 21. Dezember 2009  |
| Hauts Tolosans                   | 29/29                        | 35.996                   | 374,56     | 96               | 200 071 314   | Communauté de communes     | 5. Dezember 2016   |
| Le Grand Ouest Toulousain        | 8/8                          | 49.059                   | 120,18     | 408              | 243 100 781   | Communauté de communes     | 24. Dezember 1999  |
| Le Muretain Agglo                | 26/26                        | 129.300                  | 319,77     | 404              | 200 068 641   | Communauté d’agglomération | 24. November 2016  |
| Pyrénées Haut Garonnaises        | 76/76                        | 15.379                   | 637,41     | 24               | 200 072 635   | Communauté de communes     | 16. Dezember 2016  |
| Sicoval                          | 36/36                        | 83.758                   | 248,42     | 337              | 243 100 633   | Communauté d’agglomération | 21. September 2000 |
| Tarn-Agout                       | 1/21                         | 29.922                   | 259,76     | 115              | 200 034 023   | Communauté de communes     | 31. August 2012    |
| Terres du Lauragais              | 58/58                        | 42.195                   | 617,36     | 68               | 200 071 298   | Communauté de communes     | 12. Dezember 2016  |
| Toulouse Métropole               | 37/37                        | 832.348                  | 458,16     | 1.817            | 243 100 518   | Métropole                  | 24. Dezember 2008  |
| Val’Aïgo                         | 9/9                          | 18.513                   | 146,24     | 127              | 243 100 773   | Communauté de communes     | 17. Dezember 1999  |
| Volvestre                        | 32/32                        | 30.806                   | 408,23     | 75               | 200 066 819   | Communauté de communes     | 19. Oktober 2016   |